# Hideki Uchidate
Hideki Uchidate (Saitama, 15 januari 1974) is een voormalig Japans voetballer.

## Carrière
Hideki Uchidate speelde tussen 1996 en 2008 voor Urawa Red Diamonds.